# Kapelle (Everloh)

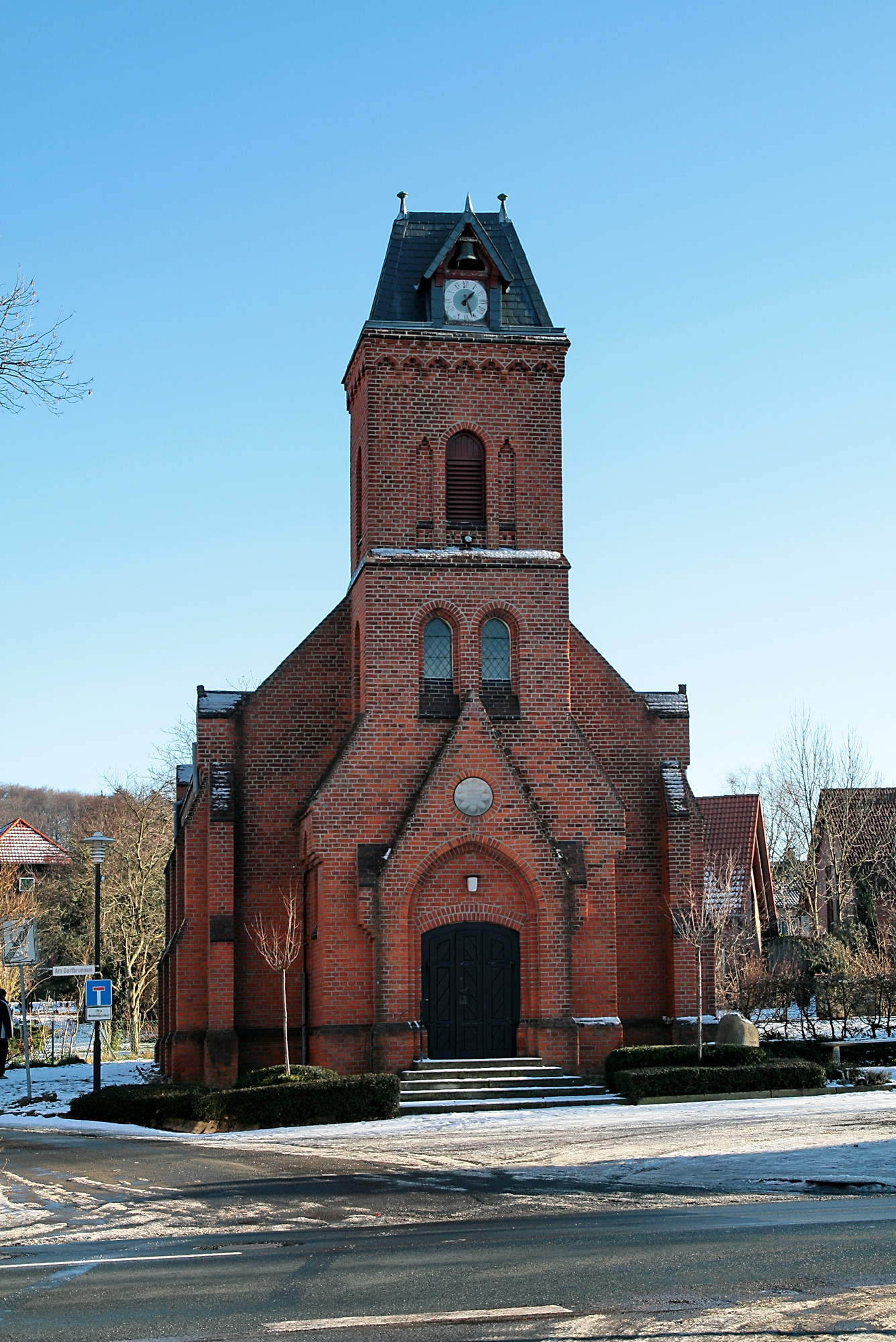
Kapelle in Everloh

Die evangelisch-lutherische Kapelle in Everloh, ein Baudenkmal, ist eine neugotische Backsteinkapelle aus dem 19. Jahrhundert. Sie gehört zur Evangelisch-lutherischen Kirchengemeinde Lenthe-Northen im Kirchenkreis Ronnenberg im Sprengel Hannover der Landeskirche Hannovers.

## Geschichte
Conrad Wilhelm Hase wurde 1873 beauftragt, eine Kapelle zu bauen, die 100 Menschen Platz bot. Die Kapelle von 1599, eine Fachwerkkapelle, wurde „als baufällig und zu klein“ bewertet. Die Vorgängerkapelle sah die Kirchenvisitation schon 1774 als schadhaft und 1871 „als baufällig und zu klein“ an. Am 23. Mai 1878 wurde die Kapelle eingeweiht. Hase schuf ein Gotteshaus, das mit seinen Spitzbögen und Gewölben als Juwel der neugotischen Backsteinkunst der Hannoverschen Schule gilt.

## Ausstattung
Altar
Der spätgotische Altar der Kapelle von um 1520 wird dem  Meister Wolter/Benedikt-Meister (Hildesheim) zugeschrieben und stammt wohl ursprünglich aus dem Kloster Wennigsen. Er gilt als bedeutendes Werk niedersächsischer Bildschnitzkunst. Der Altar zeigt die Darstellung von 19 Männern, Frauen und Kindern, die um einen Tisch stehen oder sitzen – die heilige Sippe. Zum Altar gehörten ursprünglich auch zwei Altarflügel, die seit 1877 als verschollen gelten. Heute zeigt der Altar Joseph, Maria und Jesus und die Heilige Anna. Außerdem sind die Familien von Maria Cleophas und Maria Salome dargestellt, die der Legende nach Jesu Tanten waren. Auf den beiden Seitenfeldern stehen Augustinus und Barbara.
Taufe
Eine achteckige und pokalförmige Taufe aus Sandstein steht auf einem quadratischen Sockel, deren Kuppa mit Kinder- und Engelsköpfen verziert ist, stammt aus der ersten Hälfte des 17. Jahrhunderts.
Orgel
Die Orgel schuf 1957 die Orgelbauwerkstatt Paul Ott in Göttingen.

## Glocken
Die Glocke wurde 1670 von dem hannoverschen Glockengießer Ludolf Siegfriedt gegossen. Bei einem Schlagton a‘‘ hat sie einen Durchmesser von 47 Zentimeter und wiegt 60 Kilogramm. Die Inschrift in der Glocke lautet:
Für Ehre Gottes haben diese Glocke giessen lassen die sämtlichen Einwohner der Dorfschaft Everloh Lüdeke Hengstmann Altermann M. Ludolf Siegfried hat mich in Hannover gegossen im Monat November 1670.
Darüber hinaus gibt es eine Uhrschlagglocke aus dem Jahr 1960 mit dem Schlagton h‘‘. Sie hat einen Durchmesser von 39 Zentimeter.